# Departamento Belén
Belén es un departamento de la provincia de Catamarca en el noroeste de Argentina. Se encuentra ubicado en la región central de la provincia, con una superficie de  12 948 km² a una altitud promedio de 1300 m s. n. m.
Administrativamente se divide en 6 distritos catastrales: Belén, Londres, Puerta de San José, La Ciénaga, San Fernando y Hualfin.

## Población
Contó con 30 569 habitantes (Indec, 2022), lo que representó un incremento del 9.8% frente a los 27 843 habitantes (Indec, 2010) del censo anterior.La cifra ubicó al departamento como el segundo que menos creció y el tercero más poblado de la provincia.
| Gráfica de evolución demográfica de Departamento Belén entre 1991 y 2022 |
|                                                                          |
| Fuente: censos nacionales del INDEC                                      |

## Localidades y parajes
| Localidades | Parajes       |
| - Barranca Larga - Belén - Cóndor Huasi - Las Barrancas - Corral Quemado - El Durazno - Farallón Negro - Hualfín - Jacipunco - La Puntilla - Las Juntas - Londres - Los Nacimientos - Pozo de Piedra - Puerta de Corral Quemado - Puerta de San José - Villa Vil | - Vicuña Orco |

### Sismicidad
La sismicidad de la región de Catamarca es frecuente y de intensidad baja, y un silencio sísmico de terremotos medios a graves cada 30 años en áreas aleatorias. Sus últimas expresiones se produjeron:
- 22 de septiembre de 1908 (116 años), a las 17.00 UTC-3, con 6,5 Richter, escala de Mercalli VII; ubicación 30°30′0″S 64°30′0″O / -30.50000, -64.50000; profundidad: 100 km; produjo daños en las provincias de Córdoba, Santiago del Estero, La Rioja y de Catamarca[9]

- 3 de noviembre de 1973 (51 años), a las 14.17 UTC-3 con 5,8 Richter: además de la gravedad física del fenómeno se unió el desconocimiento absoluto de la población a estos eventos recurrentes

- 7 de septiembre de 2004 (20 años), a las 8.53 UTC-3, con una magnitud aproximadamente de 6,5 en la escala de Richter (terremoto de Catamarca de 2004)[8]